# مک‌مولین (ویرجینیا)
مک‌مولین (به انگلیسی: McMullin) یک منطقهٔ مسکونی در ایالات متحده آمریکا است که در شهرستان اسمیث، ویرجینیا واقع شده‌است. مک‌مولین ۴۶۴ نفر جمعیت دارد.